# Jürgen Kunze (Volkswirt)

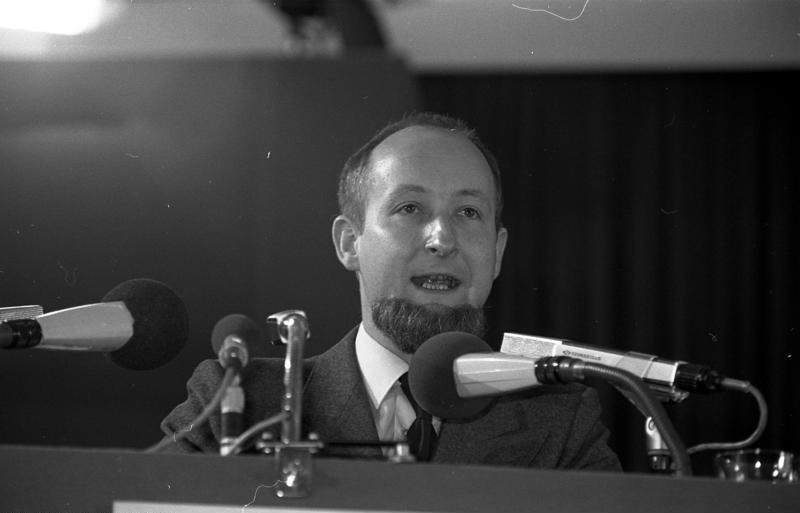
Jürgen Kunze auf dem 32. Parteitag der FDP 1981 in Köln

Jürgen Kunze (* 8. April 1945 in Berlin) ist ein deutscher Politiker (BSW, zuvor FDP), ehemaliger Rektor der FHW Berlin, Gründungsrektor der OTA Hochschule Berlin und Professor für Finanzdienstleistungen und Volkswirtschaftslehre.

## Leben
Nach dem Abitur 1964 studierte Kunze bis 1969 an der Freien Universität Berlin Volkswirtschaftslehre. Gleichzeitig arbeitete er als Geschäftsführer des Rings Politischer Jugend e. V. und ab 1969 bis 1970 als Hilfsreferent im Landesarbeitsamt. Beim Deutschen Bildungsrat war Kunze von 1970 bis 1974 als Wissenschaftlicher Mitarbeiter beschäftigt. Der Promotion zum Dr. phil. 1973 folgte von 1974 bis 1977 eine wissenschaftliche Mitarbeit beim Deutschen Institut für Wirtschaftsforschung.
Ab 1977 unterrichtet Kunze als Professor an der Fachhochschule für Wirtschaft. Von 1992 bis 2000 stand er der FHW als Rektor vor. 2001 bis 2003 initiierte er als Gründungsrektor die OTA Hochschule Berlin mit.

## Tätigkeiten
Für die Verlage Das Berliner Wort. Verlags-GmbH und Wirtschafts- und Sozialpolitik. Berliner Vertriebsgesellschaft m.b.H. fungiert Kunze als Gesellschafter.

## Parteiarbeit
Ab 1964 war Kunze Mitglied der FDP und war von 1969 bis 1972 Landesvorsitzender der Jungdemokraten Berlins, der damaligen Jugendorganisation der FDP, 1970 bis 1971 deren stellvertretender Bundesvorsitzender. Ab 1973 gehörte Kunze dem Berliner FDP-Landesvorstand an und amtierte ab 1981 einige Zeit als Landesvorsitzender.
Im Januar 2024 trat er der Partei Bündnis Sahra Wagenknecht – Vernunft und Gerechtigkeit bei. Zuvor war er bereits aus der FDP ausgetreten.

## Engagement
1971 bis 1975 wirkte Kunze als Bürgerdeputierter für das Schulwesen in Charlottenburg. Er war Mitglied im SFB-Verwaltungsrat. Er ist Mitglied in der ÖTV und in der Neue Gesellschaft für bildende Kunst e. V. Berlin. Von September 1976 bis 1985 war Kunze Mitglied des Abgeordnetenhauses von Berlin.